# Тъмната кула
„Тъмната кула“ (на английски: The Dark Tower) е американски научнофантастичен уестърн екшън филм от 2017 г. на режисьора Николай Арсел, който е съсценарист с Акива Голдсман, Джеф Пинкър и Андерс Томас Дженсън. Базиран на едноименната поредица книги, написани от Стивън Кинг, във филма участват Идрис Елба, Матю Макконъхи, Том Тейлър, Клаудия Ким, Фран Кранц, Аби Лий, Катрин Уиник и Джаки Ърли Хейли. Премиерата на филма се състои в Музея на модерното изкуство на 31 юли 2017 г. и е пуснат по кината в Съединените щати от „Кълъмбия Пикчърс“ на 4 август 2017 г.